# Gawroniec (powiat świecki)
Gawroniec – (niem. Gawronitz, 1942-1945 Krahbach) wieś kociewska w Polsce położona w województwie kujawsko-pomorskim, w powiecie świeckim, w gminie Bukowiec w pobliżu trasy nieczynnej linii kolejowej Terespol Pomorski-Pruszcz-Złotów.

## Podział administracyjny
W latach 1975–1998 miejscowość administracyjnie należała do województwa bydgoskiego. Według Narodowego Spisu Powszechnego (III 2011 r.) liczyła 469 mieszkańców. Jest czwartą co do wielkości miejscowością gminy Bukowiec.

## Historia wsi
W XIV i XV wieku, Gawroniec, znany również pod niemiecką nazwą Gawronitz, należał do zakonu krzyżackiego. W drugiej połowie XVI wieku miejscowość stała się wsią królewską, natomiast w XVIII wieku należała do rodziny Czapskich i posiadała statut wsi rycerskiej. Pod koniec XIX wieku, powierzchnia majątku obejmowała obszar ponad 2100 mórg gruntów ornych. W 1864 właścicielem został hrabia Aleksander Czapski. W
1873 roku, kupcy poznańscy bracia Samuel, Bernhard (radcy handlowi) i Louis Jaffé (radca w magistracie poznańskim). Od 1877 roku właścicielem majętności była rodzina Hoffmeyer. W 1932 roku, kiedy właścicielką była wdowa Elsbeth (Elżbieta) Hoffmeyer, majątek podległ przymusowej parcelacji. W 1948 utworzono tutaj PGR.

## Zespół dworski
W 1877 roku majątek nabył Louis Hoffmeyer. Otto Hoffmeyer odziedziczył majątek w 1883 roku i wybudował tu eklektyczny pałac. Piętrowy budynek z naczółkowym dachem i mieszkalnym poddaszem, został osadzony na planie wydłużonego prostokąta. W części frontowej i od strony ogrodu posiadał wydatne ryzality. W 1886 roku wybudowano magazyn zbożowy, w 1903 roku wozownię, a w 1906 – gorzelnię. W tym samym roku założono również 10,5 hektarowy park. W 1911 roku Ernest Hoffmeyer dobudował południową, parterową część budynku pałacowego. Do dziś, oprócz pałacu i okolicznego parku, przetrwał tylko magazyn zbożowy.
Istniejący do dziś park dworski jest cennym zabytkiem przyrodniczym. Ponad 100-letni drzewostan składa się z 40 gatunków drzew i krzewów ozdobnych. Do najliczniejszych rodzimych gatunków należą brzozy brodawkowate, graby pospolite, buki, klony, topole szare i czarne, a także dęby szypułkowe. Do obcych gatunków należą: kasztanowce białe, świerki kaukaskie, żywotniki pochodzenia azjatyckiego, afrykańskie kasztany jadalne, amerykańskie dęby czerwone, klony jesionolistny oraz sosny wejmutki.